# 二世 (日系人)
二世（にせい）とは、北アメリカや南アメリカ、オーストラリアなどで使われた、最初に各々の国に移住したいわゆる「一世」を親とする世代の日本人（日系人）を表す日本語である。その一世の孫世代ないし二世の子供達は「三世」と称される。

## 各国の実情
最初に行われた日本人の組織的移住は、1897年に35人がメキシコへ渡った「榎本移民」とされているが、特に多くの日本人移民並びにその子孫が住んでいるのは、ブラジル・アメリカ合衆国・カナダ・ペルーとされている。

### ブラジル

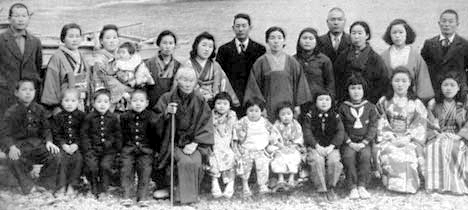
1908年に笠戸丸に乗ってブラジルに到着した初の日本人移民

ブラジルでは、日系人以外のブラジル人と結婚して生まれた者も含めると、約150万人にも及ぶ日系人がいると言われ、世界で最も多い日系人の人口を有しており、その多くがブラジル社会において要職を占めるようになっている。

### アメリカ

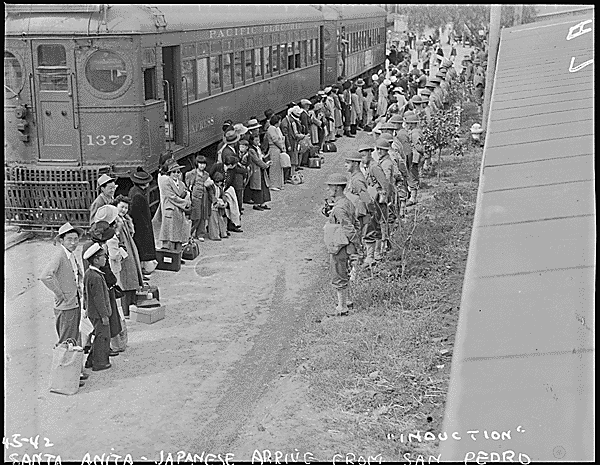
強制収容所に連行される日系人

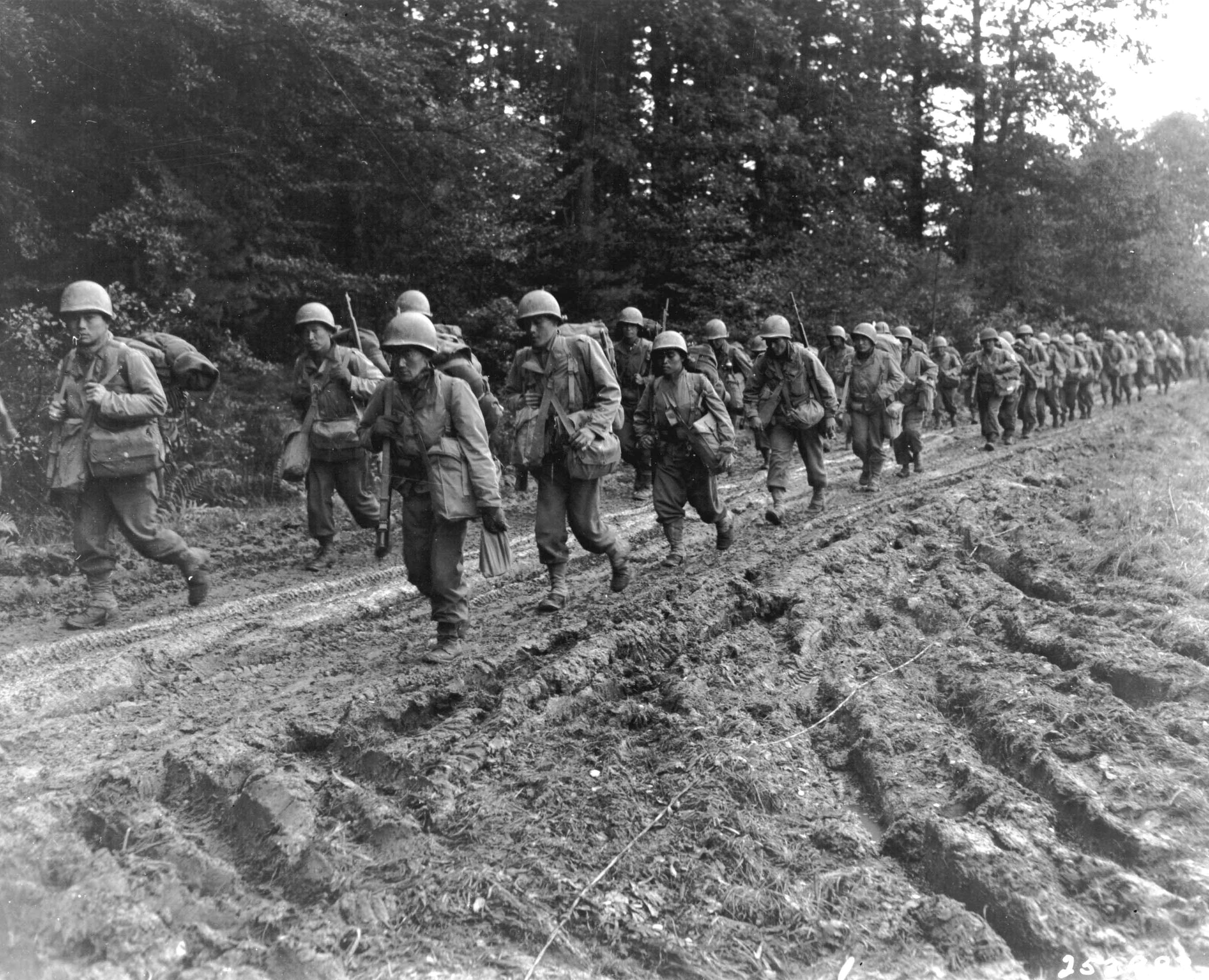
日系人により編成され、ヨーロッパ戦線でドイツ軍と戦った第442連隊戦闘団

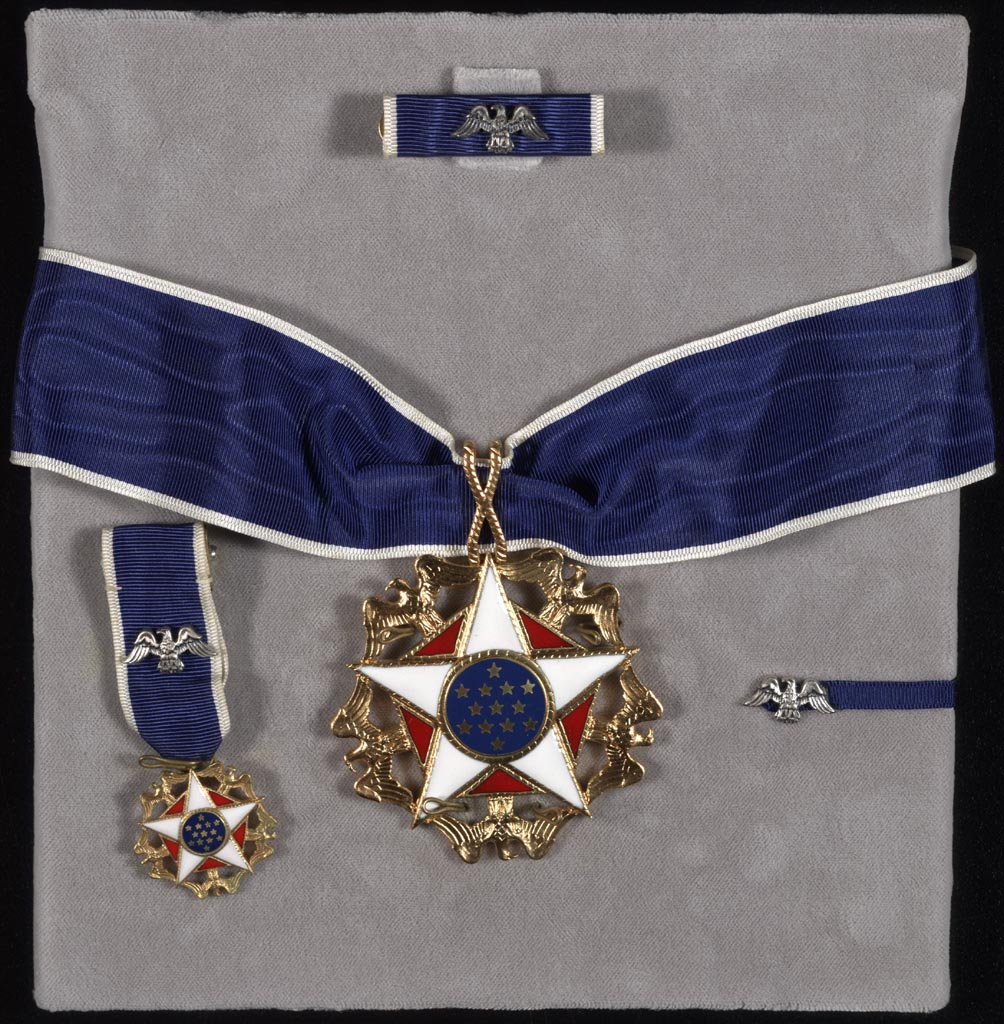
フレッド・コレマツが受章した大統領自由勲章

アメリカにおける二世の一部は、第二次世界大戦後のベビーブームの際に生まれた。しかし、大戦期に西海岸に在住していた大部分の二世達は、大統領令9066号の発令に伴い、両親や子供たちとともに強制的に立ち退かされ、内陸部の強制収容所に抑留された。若干の意識において三世達は、「内に秘めた」アメリカ人である彼らの両親と、自身の「文字通り」のアメリカ人というアイデンティティの間でジレンマを感じていた。同じ二世でも、ハワイ居住者は幾分か違う経験をしていた。日系人からの質問を受けた東條英機首相は、日系人に対してアメリカ人としてアメリカの為に戦うべきであると手紙で応えている。また、松岡洋右元外務大臣も日系人はアメリカの為に戦うべきであるとした講演を、戦前にハワイで行っている。
抑留された二世達は、その多くがアメリカ軍に志願して、第442連隊戦闘団としてアメリカ軍で最も多く勲章を授与されるほどの忠誠を見せた。それ以外にも、同じく二世を中心として構成された語学要員部隊である陸軍情報部（MIS）は、大戦末期の沖縄戦における戦闘期間の短縮や犠牲者の増加を食い止めることに貢献し、2000年4月に陸軍からアメリカ合衆国大統領感状を授与された。2010年10月にはオバマ大統領が、442連隊とMISにアメリカ合衆国において最高位の勲章である議会名誉黄金勲章を授与する法案に署名した。
アメリカにおける代表的な二世はダニエル・イノウエ（日本名：井上建）とフレッド・コレマツ（日本名：是松豊三郎）とされているが、すべての二世の個々の生活史は、手短に述べることのできるものではなく、複雑な経験が累積して作り上げられたものである。ハワイ出身のイノウエは、1943年に442連隊に自発的に志願した二世の一人であり、カリフォルニア出身のコレマツは、大戦期の強制収容に抵抗した西海岸に住む日系人の一人であった。
1998年にコレマツは、アメリカにおける文民向けの最高位の勲章である大統領自由勲章を受章した。1944年に、最高裁判所はルーズベルト大統領の強制収容の正当性を支持し、コレマツの訴えを却下したものの、1983年に再審が認められ、結果戦時中に受けた有罪判決は無効となり、コレマツの潔白が証明されることとなった。ホワイトハウスにおいて執り行われた勲章を授与するための式典において、クリントン大統領は「我が国の正義を希求する長い歴史の中で、多くの魂のために闘った市民の名が輝いています。プレッシー、ブラウン、パークス…。その栄光の人々の列に、今日、フレッド・コレマツという名が新たに刻まれたのです」と述べた。
日系アメリカ人の大部分は、政府による抑留命令を抵抗することなく受け入れ、そのことによって、国家に対して忠実なアメリカ人であることを証明しようと考えた。コレマツの抵抗は、そんな彼らからは、国家と日系人社会に対する裏切りとしか捉えられなかった。戦後しばらくの間も、コレマツは裏切り者と見られていたが、最終的には英雄と見做されるようになった。

## 文化

### 世代
日系人コミュニティでは、それぞれの世代を示し、区別するために、日本の数字と世代を表す「世」を組み合わせて、「一世（Issei）」「二世（Nisei）」「三世（Sansei）」「四世（Yonsei）」「五世（Gosei）」といった用語が使われている。一世・二世・三世は、権利や性、日本への帰属意識、宗教的信条並びに儀式、その他重要な事柄において、明確に異なる姿勢を示している。彼らが戦時下における強制立ち退きと抑留に直面していた時代は、彼らの経験や態度、および行動様式におけるこれらの変化を説明するうえで、最も重要な要素の一つである。
「日系（Nikkei）」という単語は、社会学者の多国籍グループによって考案されたもので、その範囲は世界中に住む当該国の国籍を持ち、かつ日本人の血を引く全ての人間を含んでいるとされている。一世と二世の中でも上の世代の者の集合的記憶は、1870年から1911年にかけての明治時代の日本のイメージであり、それは後から来た移民達が自分達より遅く去った日本に対するイメージとは明確に対照をなすものだった。双方の日本への異なる姿勢や社会的価値観は、しばしば両者の間に摩擦を生じさせ、第二次世界大戦後も双方の溝が埋まることはなかった。
1988年8月10日に、レーガン大統領が「市民の自由法」（通称：日系アメリカ人補償法）に署名してからは、北米の日系人社会では二世と彼らの親並びに子供達の間で、自身の帰属意識や非日系人への適応のやり方に対して、大きな変化が見られるようになった。
現在、イギリスにはロンドンを主として10万人を超える日系イギリス人が現在いるが、世界の各地で見られる日系人のようなものではなく、イギリス人は伝統的に日本人社会を一世、二世、三世というように総括した呼び方はしていない。

#### 二世
日本で生まれた後に海外へ移住し、彼らを親とする世代の人間は、「二世（nisei）」と呼ばれている。二世は、著しい居住地域の拡散化に晒されることとなった。彼らは、自身の日本的な対人関係の様式を維持する傾向があったことから、多数派社会に吸収されることに消極的だった。二世のこれらの資質は、彼らの子供達である三世にも引き継がれることとなった。
大部分の二世は、個人主義や市民権といった西洋の価値を教えられる、アメリカ及びカナダの学校制度の中で教育を受けた。だが1940年代初期になると、二世は強制的な立ち退きと抑留を受け入れなければならないという、大きな困難に直面することとなった。年長の二世は、一世と類似した経済及び社会的な特徴を共有し、より強く彼らに共鳴する傾向があった。中小企業での仕事や農業、漁業、または半熟練の職業に就いていた年長の二世は、戦後もブルーカラーの仕事にとどまる傾向があった。対照的に若い二世は、大学を卒業し、戦後はホワイトカラーなど様々な職業に就いた。戦後の機会と経験におけるはっきりとした分裂は、二世の間にある格差を悪化させるものとなった。

##### 帰米・帰加・帰伯
二世の中でも、アメリカ・カナダ・ブラジルで生まれ、日本で教育を受けた後、再び各々の国に帰った者を「帰米（kibei）二世」「帰加（kika）二世」「帰伯（kihaku）二世」と呼ぶ。日本に送られた主な理由としては、日本の文化や日本語を忘れて欲しくない、という日本で生まれ育った一世である親達の意向によるものだった。
その中でも戦前にアメリカに戻った帰米二世達は、日本語が堪能な反面、英語は上手く話せないといった問題に直面し、アメリカ社会への適応に手間取っただけではなく、日米開戦後は教育を受けた日本への忠誠心と、「自分はアメリカ人である」というアイデンティティの間に板挟みになる、といった苦悩に直面した者が多く、忠誠登録の核となった質問27・28には「No-No」と答えた割合が、アメリカで生まれ育った二世に比べて多かったという。その一方で、一般的な二世の多くが日本語能力が十分でない中、日本で教育を受けたことによって得た、難読漢字の入り混じった軍事文書を読めるなど、帰米ならではの高い日本語能力が重宝され、MISに日本語教員や語学兵として配属されたというケースが多かったという。一方で、帰米二世のなかでも様々な理由で日米開戦後も日本に残り続けた者達は、日本人として学徒出陣によって自身の祖国であるアメリカと戦わざるを得ない状況に置かれてしまうこととなり、MISのメンバーの中には「兄弟が別れ別れになり戦った」という者もいたという。

### 言語
日本生まれの一世は彼らの母国語として日本語を学び、第二言語として英語を学ぶことに成功するかは、人それぞれだった。殆どの二世は、一世である両親や日本語学校、日本人コミュニティや強制収容所での生活を通じて、ある程度の日本語を話せるようになった。英語圏の二世の大多数は、少なくとも会話という形式で、日本語に関する知識を保持していた。殆どの三世は、自身の母国語として英語を話している。